# Иван Јегдић
Иван Јегдић (Београд, 19. август 1998) српски је певач, музичар и кантаутор. Први наступ је имао на фестивалу кантаутора Кантфест 2015. године.

## Дискографија

### Албуми
- Нека чују ме (2021)[2]

### Синглови
- Бољи човек (2021)[3]
- Залазак сунца (2021)
- Чежња (2021) дует са Там[4]
- Дезертер (2021)
- Калигула (2021)
- Ватра и ништа (2021)
- Казаљке (2021) са Диаво
- Осам дана (2021) са Мета
- Рај (2022)[5]
- Симонида (2022)
- На коленима (2023)
- ЛоФи (2024)